# Antonio Trivulzio (1514-1559)
Antonio Trivulzio (Milão, 2 de julho de 1514 - Paris, 25 de junho de 1559) foi um cardeal do século XVII

## Biografia
Nasceu em Milão em 1514. Filho de Gerolamo Teodoro Trviulzio e Antonia da Barbiano. Seu sobrenome também está listado como Trivulce. Patrício milanês. Sobrinho do Cardeal Scaramuccia Trivulzio (1517). Primo do Cardeal Agostino Trivulzio (1517). Tio-avô do Cardeal Giangiacomo Teodoro Trivulzio (1629). Outro cardeal da família foi Antonio Trivulzio, Sr., OCRSA (1500).
Estudou Direito em Milão..
Reitor em comenda do mosteiro Humiliati da Beata Maria de Mirasole, arquidiocese de Milão. Foi para Roma e foi nomeado referendário dos Tribunais da Assinatura Apostólica da Justiça e da Graça e prelado doméstico de Sua Santidade..
Clérigo de Milão..
Eleito bispo de Toulon, 7 de junho de 1535. Consagrado (nenhuma informação encontrada). Referendário dos Tribunais da Assinatura Apostólica de Justiça e de Graça, ca.1539. Vice-legado em Avignon, 1544-1547; opôs-se vigorosamente à entrada dos protestantes no condado de Venaissin e apoiou as forças do rei da França, expulsando os protestantes de Cabrières e Merindol, onde se estabeleceram. Obteve prorrogação para receber as ordens sagradas, 25 de abril de 1548. Vice-legado em Perugia, 1549 a junho de 1550. Núncio na França, 25 de abril de 1550..
Criado cardeal sacerdote no consistório de 15 de março de 1557. Legado a latere a Veneza, 18 de maio de 1557. Legado a latere à França para restabelecer a paz entre o rei Henrique II da França e o rei Felipe II da Espanha, 20 de setembro de 1557; a sua missão foi bem sucedida e a paz foi alcançada com o tratado de Cateau-Cambrésis. Recebeu o chapéu vermelho e o título de Ss. Giovanni e Paolo, 11 de outubro de 1557. Prefeito do Tribunal da Assinatura Apostólica, 16 de outubro de 1557..
Morreu em Paris em 25 de junho de 1559, de uma apoplexia, Castelo de Saint-Martin, perto de Paris. Enterrado na capela daquele castelo. A notícia de sua morte chegou a Roma em 2 de julho de 1559..